# روكي مكينتوش
روكي مكينتوش (بالإنجليزية: Rocky McIntosh)‏ هو لاعب كرة قدم أمريكية أمريكي، ولد في 15 نوفمبر 1982 في روزفلت في الولايات المتحدة.

## وصلات خارجية
- روكي مكينتوش على موقع مرجع كرة القدم المحترفة.كوم (الإنجليزية)